# Luftführung
Mit den Begriffen Luftführung oder Lüftungsart wird in der Raumlufttechnik das Prinzip von dem Strömungsweg der Luft durch den Aufenthaltsbereich des belüfteten Raumes beschrieben. Die Luftführung hat starken Einfluss auf den Energiebedarf (elektrische, thermische oder chemische Energie) und Behaglichkeit einer Lüftungs- bzw. Klimaanlage.

## Gliederung der Luftführungssysteme
Luftführungssysteme lassen sich nach drei Kriterien charakterisieren:
- Nach dem Turbulenzgrad,
- nach der Örtlichkeit der Luftdurchlässe (EN 12239),
- nach der Form des maßgeblichen Luftstromes am Luftauslass (EN 12238) und
- nach der Verstellbarkeit der Ausblasrichtung.

Am gebräuchlichsten ist die Unterscheidung nach dem Turbulenzgrad. Dabei wird zwischen zwei grundlegenden Prinzipien unterschieden: turbulenzarme Verdrängungslüftung und turbulente Verdünnungslüftung (Mischlüftung). Maßgebend für die Ausbildung der Lüftungsart sind die Art und Anordnung der Luftdurchlässe im Raum.
Die Mischströmung gilt als Kompromiss zwischen kostengünstiger Bauweise und den gestalterischen Ansprüchen der Architekten. Daher kommt diese Lüftungsart überwiegend zum Einsatz. Die EN 12238, welche zur Bewertung von Luftdurchlässen für die Anwendung bei Mischströmung herangezogen werden kann, unterscheidet hierzu vier Klassen nach der Form des maßgeblichen Luftstromes: Klasse I beschreibt Luftdurchlässe, aus denen der Luftstrom im Wesentlichen dreidimensional austritt (Düsen und Gitter), Klasse II für Luftdurchlässe, aus denen der Luftstrom radial längs einer Fläche oder als freier Strahl austritt (Deckendiffusoren), Klasse III für Luftdurchlässe, aus denen der Luftstrom im Wesentlichen zweidimensional austritt (lineare Gitter, Schlitze und lineare Diffusoren) und Klasse IV für Luftdurchlässe niedriger Geschwindigkeiten.
Die Verdrängungsströmung wird vorwiegend in Bereichen eingesetzt, an die besondere Anforderungen an den Reinheitsgrad der Luft oder die Hygiene des Raumes besteht, z. B. Labore, OP-Räume, Reinräume. Die EN 12239, welche zur Bewertung von Niedergeschwindigkeits-Luftdurchlässen für die Anwendung bei Verdrängungsströmung herangezogen werden kann, unterscheidet hierzu drei Typen nach der Örtlichkeit: Typ 1 beschreibt einen horizontalen Luftaustritt i. d. R. aus Wänden, Typ 2 am Boden eingebaute Luftdurchlässe für vertikalen Luftaustritt und Typ 3 für an der Decke eingebaute Luftdurchlässe.

### Verdrängungslüftung
Je nach Thermiksituation, Schadstoffanhäufungen, Hygieneanforderung und Komfortansprüche stehen zwei verschiedene Arten der Verdrängungslüftung zur Verfügung: die Kolbenlüftung und die Quelllüftung. Ziel der Verdrängungslüftung ist es, mit der "frischen" Zuluft (Außenluft) die vorhandene Raumluft möglichst impuls- und turbulenzarm mit ihren Schadstoffen als Pfropfen aus dem belüfteten Bereich zu schieben und als Abluft dem Raum zu entziehen. Dazu wird die Zuluft mit geringer Geschwindigkeit (0,2 m/s bis 0,8 m/s) eingeblasen.

#### Kolbenlüftung
Neben der Geschwindigkeit der Zuluft spielt die Lochung der Luftauslässe eine entscheidende Rolle bei der Kolbenlüftung. Je feiner die Lochung der Luftaustrittsflächen ist, desto geringer ist der Turbulenzgrad der Luft. Ist die Turbulenz sehr gering, spricht man von Laminarströmung. Bei idealer Laminarströmung verlaufen die Luftstrahlen parallel zueinander. Da die Raumluft verdrängt wird und die verunreinigte und erwärmte Luft nicht als Mischluft wiederverwendet wird, sind stets Veränderungen in Temperatur und Luftqualität zu ersehen. Die Kolbenlüftung ist eine sehr wirksame Lüftungsart, benötigt aber große freie Flächen zur Luftführung im Raum.
Eine Verstellbarkeit der Luftauslässe ist insbesondere bei regelmäßiger Änderung der Wärmelast von Vorteil. Bei diesen Auslässen kann der Strahlenverlauf der Zuluft auf die Temperaturdifferenz zwischen Zu- und Raumluft angepasst werden. Dadurch wird gewährleistet, dass der Aufenthaltsbereich stets ohne erhöhtes Zugrisiko durchströmt wird.

#### Quelllüftung
Bei der Quelllüftung wird, speziell in Räumen mit Kühllast, frische Außenluft mit geringer Untertemperatur im Bodenbereich eingelassen. Nur auf Grund der Wärmequellen (Mensch, Gerät etc.) steigt diese frische Luft durch Auftrieb nach oben und garantiert dabei lokal immer optimale Luftversorgung. Zu dem charakteristischen Strömungsbild gehört die über dem Boden liegende Verdrängungsschicht und eine je nach Lage der Wärmequellen darüber liegende Mischungsschicht.
Bei der Auslegung ist zu prüfen, ob ein vertikaler Temperaturverlauf eingehalten wird, der aus Sicht der thermischen Behaglichkeit vertretbar ist. Abhängig vom Aktivitätsgrad der Nutzungspersonen ist der maximal zulässige Temperaturanstieg zwischen 0,1 und 1,1 Meter Raumhöhe in der DIN 1946-2 und der DIN 1994-1 festgehalten. Die Quelllüftung eignet sich nicht zum Heizen, weil warme Zuluft direkt nach oben entweichen würde. Die wesentlichen Vorteile der Quelllüftung bestehen darin, dass durch die Verdrängung eine gute Raumluftqualität erreicht wird und im Aufenthaltsbereich niedrige Luftgeschwindigkeiten herrschen.
Luftführung bei Verdrängungsströmung

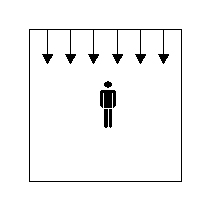
Deckenlüftung
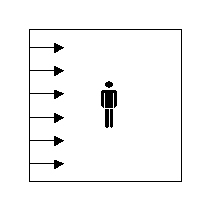
Querlüftung
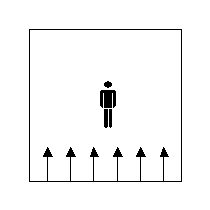
Bodenlüftung
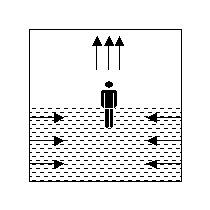
Quelllüftung

### Verdünnungslüftung
Die Verdünnungslüftung wird auch als Mischlüftung bezeichnet. Durch die Erzeugung von turbulenten Luftströmungen wird die Raumluft mit der Zuluft vermischt (Luftinduktion), dadurch werden die in der Raumluft enthaltenen Schadstoffe verdünnt.  Die Luft wird nicht großflächig, sondern punktuell und mit höherer Einblasgeschwindigkeit (impulsbehaftet) eingeblasen, um die nötige Luftinduktion zu erreichen. Die Einblasgeschwindigkeit liegt üblicherweise bei 2 bis 5 m/s, in sehr großen Räumen auch bis zu 15 m/s.
Der Luftmehrbedarf zur Erreichung einer äquivalenten  Lüftungseffizienz und der erforderliche hohe Vordruck der Luftauslässe geht mit erhöhtem Stromverbrauch der Ventilatoren einher. Die Verdünnungslüftung sorgt durch die notwendige hohe Induktion dafür, dass der komplette Raum gut durchmischt ist. Das sich nicht einstellende Klima- oder Schadstoffgefälle ist dafür verantwortlich, dass außerhalb der Aufenthaltszone liegende Bereiche unnötigerweise belüftet, beheizt oder gekühlt werden müssen, z. B. Luftbereich unter der Decke.
In Räumen mit einer Höhe von mindestens 4 m ist eine Luftdurchlassanordnung in einer Höhe zwischen 3,5 m und 5 m zu empfehlen. Wird die raumlufttechnische Anlage sowohl im Heiz- als auch im Kühlfall betrieben ist es notwendig, dass die Luftauslässe verstellbar und nicht fest eingestellt sind, da die Luft in den verschiedenen Anwendungsfällen anders in den Raum einströmt. In Abhängigkeit von dem Temperaturgefälle zwischen Raum- und Außenluft müssen die Luftdurchlässe motorisch ihre Ausströmrichtung anpassen können, um eine zufriedenstellende Mischlüftung zu gewährleisten.
Bei einer weit verbreiteten Variante der Mischlüftung werden mit Einbauten versehene Luftdurchlässe unter der gesamten Deckenfläche verteilt angeordnet. Die Einbauten unterscheiden sich je nach Hersteller und beeinflussen das Luftströmungsverhalten so, dass sich um jeden Strahl der Zuluft ein eigener Misch- und Strömungsbereich einstellt. Um den Austritt der Luft den aktuellen räumlichen und thermischen Gegebenheiten anpassen zu können, müssen die Leitelemente in den Einbauten einstellbar sein.
Luftführung bei Verdünnungsströmung

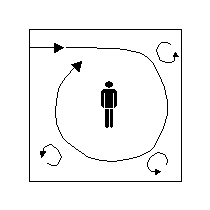
Tangentiale Strömungswalzen, horizontal initiiert
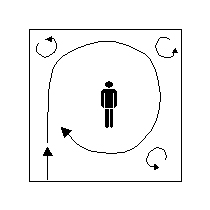
Tangentiale Strömungswalzen, vertikal initiiert
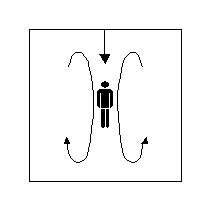
Diffuse Strömungswalzen durch Luftstrahl
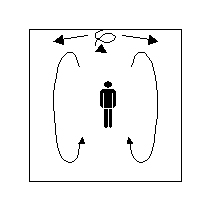
Diffuse Strömungswalzen durch Deckendrall

### Schichtlüftung
Die Schichtlüftung eignet sich gut für Industriehallen. Hierbei wird die Zuluft impulsarm in den Aufenthaltsbereich eingeführt. Befinden sich in diesem Bereich warme Oberflächen (z. B. Maschinen) erwärmt sich die Zuluft und strömt bedingt durch den thermischen Auftrieb nach oben. Die emittierten Schadstoffe und der konvektive Wärmeanteil eines Arbeitsprozesses werden hierbei aus dem Arbeitsbereich nach oben abgeführt. Der Thermikvolumenstrom ist abhängig von den Oberflächen- und Raumtemperatur sowie von der Größe der warmen Oberfläche. Als Freistrahl nimmt das Volumen der aufsteigenden Luft mit zunehmenden Strahlweg zu.
Der durch die Thermik nach oben bewegte Luftstrom wird durch die eingeblasene Zuluft ersetzt. An der Stelle, an der der zugeführte Luftstrom und der nach oben transportierte Luftstrom gleich groß sind, bildet sich eine Schichtgrenze. Im oberen Hallenbereich befindet sich die mit Schadstoffen angereicherte Luft, welche unter der Hallendecke abgesaugt wird. Die untere Luftschicht im Aufenthalts- und Arbeitsbereich erreicht nahezu Außenluftqualität.